# اقرأ (سلسلة كتب مدرسية)
اقرأ - هي سلسلة كتب مدرسية مغربية كانت تغطي المرحلة الابتدائية بأكملها من القسم التحضيري إلى قسم الشهادة في المغرب آنذاك. من تأليف الكاتب أحمد بوكماخ، وكانت هذه السلسلة ممنهجة في نظام التدريس المغربي بعد الاستقلال واستمرت إلى حدود منتصف الثمانينات، والتي ظلت صامدة لما يزيد عن ثلاثة عقود ونيف من الزمن، وكان هذا الكتاب بمثابة منجم من الذهب يمنح الرغبة، والقدرة، والفرصة للاستمرار في الدراسة، في ظل غياب تام بعد الاستقلال لمعاهد وبرامج أجنبية ومدارس خصوصية.
وقد ذاع صيت هذه السلسلة ليصل إلى غرب أفريقيا، وإلى الجزائر وأندونيسيا وماليزيا، وهو ما يعكس قيمة هذا المنتوج التربوي المغربي. وتتميز نصوص السلسلة بالجمل القصيرة الموجزة والمركزة، وهو نهج يساعد الطفل على استيعابها والتعلق بها بشكل كبير، وفي الوقت نفسه يتشبع بمواقف ومباديء مناسبة لعمره. ومن جهة ثانية تميزت الكتب الورقية بالجودة في المواد المستعملة. فما يميز هذه السلسلة بالاضافة الى كونها تعليمية وموجهة للاطفال في السلك الابتدائي ،الصور الملونة والتي كانت قليلة او نادرة في تلك الفترة. فهي سلسلة تجمع بين التعلم والمتعة.

## دواعي تأليفها
بعد أن اعتزل أحمد بوكماخ العمل السياسي بعد الاستقلال، تفرغ للتأليف المدرسي، بتوجيه من العلامة عبد الله كنون الذي كان قد دعمه كثيرا في بداية حياته الأدبية. والذي دفعه للتأليف المدرسي هو غياب مراجع بالعربية حيث انطلقت الفكرة بمحاولة تأليف كتيب لتدريس تلاميذ قسمه، ليتم تدريسه فيما بعد في المدرسة ثم في طنجة، وليصل الكتيب بعد ذلك إلى باقي أرجاء المغرب. وتطور هذا الكتيب ليصبح سلسلة كتب اقرأ من خمسة أجزاء لخمسة مستويات دراسية. وهكذا أصبحت سلسلة اقرأ عملاً متكاملاً يغطي المرحلة الابتدائية بأكملها من القسم التحضيري إلى قسم الشهادة آنذاك.

## سلسلة اقرأ بعد التوقف
منذ فجر الاستقلال كانت سلسلة كتب اقرأ في منظومتنا التعليمية، لكن في منتصف الثمانينات تم التوقف عن استعمال هذه الكتب الخمسة وتعويضها بكتب أخرى. وهكذا فإن سلسلة اقرأ ظلت صامدة لما يزيد على ثلاثة عقود ونيف من الزمن، ورغم توقفها في النظام التدريسي فإنها مازالت تطبع إلى يومنا هذا، ويبلغ ثمن الكتاب الواحد منها خمسة عشر درهما. آخرها طبعة سنة 2011، التي وزعت على نطاق واسع.

## أقسام الكتاب
ينقسم الكتاب الى خمسة أجزاء، وهي صادرة عن دار الفكر المغربي- طنجة.

### الجزء الاول: موجه للمستوى التحضيري (المستوى الاول ابتدائي حاليا) . مع الجزء "معجمى الصغير" - الكتاب 160 صفحة.
ويقول بوكماخ عن هذا الجزء، هذا الجزء ينقسم إلى مرحلتين: المرحلة الأولى يتم فيها تقديم الأبجدية ولواحقها، خلال خمسة عشر أسبوعًا، وفي نهاية هذه المرحلة يكون الطفل قد تغلب على الكثير من الصعوبات: الهجائية، والإملائية والخطية. كما يكون الطفل قد تعود على فهم عدد لا بأس به من التراكيب العربية السليمة. وبذلك يكون قد تهيأ ذهنيًا ونفسيًا لقراءة قطع صغيرة ذات موضوع، والإجابة على اسئلتها وتمارينها، وتلك هي المرحلة الثانية: والتي تنقسم إلى خمسة عشر محورًا مرتبطة في تسلسل وانسجام، مع مراعاة رغبة الأطفال في تصوير آمالهم وأحلامهم. والكتاب مذيل بمعجم مصور تحت عنوان " معجمي الصغير" يضم مجموعة كبيرة من الكلمات تحت كل حرف من حروف اللغة ولكل كلمة صورة معبرة عنها.
وقد جاءت محاور القسم الثاني من الكتاب تحت عناوين من قبيل ( الأشغال اليدوية- فصل الشتاء- الزمان- الدار- الأسرة- المدينة- في المدينة- أصدقاؤنا الحيوانات- فصل الربيع- الطيور- وسائل النقل- البحر والشمس- اللعبة والعطلة)
وكل محمور من المحاور يضم مجموعة من الدروس، ونذكر من بعض عناوين الدروس ( الرسم - عصافير من الورق - أشغال البيت - البرد شديد - الديك والثلج - ترتيب الوقت- فتاة كاملة- الدار الصغيرة - يوسف يمثل - أمي - الشرطي - اللبان - الممرضتان - الدكان - فرقة الإطفاء - أصدقاؤنا الأعزاء - الارنب والصياد - الحمد لله - أم العصافير - العصفور يتعلم - السيارة الصغيرة - الطائرة - القطار الصغير - البحر - شمس الضحى - كلنا نلعب - لعبة الغمامة )

### الجزء الثاني: موجه للقسم الابتدائي الاول(المستوى الثاني ابتدائي حاليا). 192 صفحة
جاءت كلمة بوكماخ في بداية الجزء لتلاميذ القسم الابتدائي الأول، على النحو التالي " في هذا الكتاب الذي ألفته من أجلكم، ستجدون صورًا جميلة، وقصصًا مسلية، كتبها مؤلفون كبار لأطفال بلادهم، فأعجبتهم، ونقلتها لكم، لأني أعرف أنها ستعجبكم، واعتقد انكم ستكونون حريصين على قراءتها بكامل الجد والنشاط، إذ بذلك ستحبون المطالعة، وتتعودون القراءة السريعة، والفهم الصحيح. وأثناء قراءتك الجهرية في القسم، اود أن يكون كلامك واضحًا، لطيفًا على السمع، ولكي يعرف السامع أنك تجيد فهم ما تقرأه، وجب أن تكون نبرات صوتك متنوعة، بتنوع التعبير، طبيعية لا تكلف فيها. وقد جاء فهرس الدروس كالتالي "
( المدرسة - أدوات التلميذ- الساحة واللعب - الاجتهاد - فصل الخريف - القنص والصيد - جسم الإنسان - الأمراض والعاهات - الإنارة والتدفئة - الزمان - فصل الشتاء - البستاني والبستان - الحيوانات المدللة - الحيوانات البرية - الحرف - القرية والمدينة - الأعياد - الوطن - فصل الربيع - الطيور - الحشرات - البيت - الأثاث - الأسرة - الأكل - الملابس - وسائل النقل - المخيم - اعمال الفلاح في الصيف - البحر والمظلة - قميص عابد "قصة" )
أما موضوعات التعبير فنذكر منها ( سعيد يرسم - سعاد وكلبها - الأعمى والمصباح - القرد والزرافة - القرد والحلاق - سميرة تقطف الفل - سعيد يصطاد الفراش - لعبة الشاي - على شاطيء النهر - على ساحل البحر).

### الجزء الثالث: موجه للقسم الإبتدائي الثاني (المستوى الثالث ابتدائي حاليا) 192 صفحة
وكتب بوكماخ عن هذا الجزء قائلاً: " إن النجاح الذي لاقاه الجزء الأول والثاني من سلسلة "اقرأ" شجعني على إخراج هذا الجزء الثالث للقسم الأبتدائي الثاني. وقد توخيت أن تكون موضوعاته حساسة لظروف المجتمع المغربي، والقوى التي تشكل حاضره ومستقبله، ومعناه أن موضوعات الكتاب، تخدم غرضًا اجتماعياً يبرز الحقائق الاجتماعية والاقتصادية، مثل العلاقة بين أفراد الشعب، وعلاقة أهل المدن بأهل القرى، وجعلت تلك الاغراض الاجتماعية والتوجيهات التربوية ترد في ثنايا الموضوع، ولا ترد سردًا، كما راعيت الفروق الفردية بين التلاميذ، فجعلت الموضوعات مختلفة في السهولة والصعوبة اختلافً يسيرًا، بحيث لا ينزل الموضوع إلى درجة الابتدائي الأول، كما لا يفوق مستوى الابتدائي الثاني، وذلك تشجيعًا للتلميذ الضعيف، وإشباعًا لرغبة المتفوق. وقد جاء مخطط الكتاب ليشمل (المطالعة- التعبير- النحو- الصرف) وذلك من خلال مجموعة كبيرة من الدروس، وهو ما يمكن توضيحه من خلال الآتي:
- المطالعة ( المدرسة- الكتاب- الرفاق- الخريف- القنص والصيد- أعيادنا الوطنية- الربيع والثلج- النقود- الفقراء- رمضان والعيد- البيت والاثاث- الطفولة والنمو- الربيع والتنزه- الأزهار والطيور- الحيوانات المدللة- الفلاح والقرية- المدينة والسفر- الذين يساعدوننا- الصيف والحصاد- البحر- الاكتشاف- الرحلات)
- التعبير ( هيا معي- صديق الأطفال- الصياد والقرد- الخروف الذي غنى للذئب- الجيش الملكي- السوداني والثلج- هدى النشيطة- النحلة الشغالة- الكيس الضائع- الغراب والجرة- القرد والموز- الفلاح يساعدنا- الكناس يساعدنا- ساعي البريد- نزهة على الشاطيء..)
- النحو ( أقسام الكلمة- الجملة المفيدة- الفاعل- المفعول به- الجملة الفعلية- النعت- المبتدأ والخبر- الجار والمجرور- الجملة الاسمية- كان وأخواتها - أن وأخواتها- الضمائر المتصلة والمنفصلة- اسم الإشارة- الاسم الموصول)
- الصرف ( المذكر والمؤنث- المفرد والمثنى والجمع- تصريف الماضي والمضارع والأمر في جميع الحالات- تثنية الفاعل والمفعول به- ألف الأثنين- تثنية النعت - تثنية المبتدأ والخبر- تثنية الجاروالمجرور- واو الجماعة ونون النسوة- تثنية اسم كان وخبرها- تثنية اسم ان وخبرها- تصريف المضارع المنصوب والمجزوم- تصريف الضمير المتصل والمنفصل- تصريف اسم الاشارة- تصريف الاسم الموصول)[6]

### الجزء الرابع: موجه للقسم المتوسط الاول(المستوى الرابع ابتدائي حاليا).[7]324 صفحة
وقد جاء في مقدمته لأحمد بوكماخ " أعزائي تلاميذ القسم المتوسط الأول، لقد بدأتم عامًا دراسيًا جديدًا وسعيدًا إن شاء الله، فأعدوا عدتكم للنجاح منذ اليوم، وأول أسباب النجاح هو التحصيل الواعي، وشرط التحصيل الواعي هو القراءة. إن معلميكم في المدرسة لا يعطونكن من العلم إلا قليلًا بقدر ساعات الدرس القليلة، أما العلم الحقيقي الكامل، الذى يبقى في رؤوسكم لآخر العمر، فهو العلم الذي ستفيدونه من القراءة الحرة.. والتلميذ الذي لا يقرأ إلا الكتب المدرسية، لا يمكن أن تزيد معارفه شيئًا على معارف حامل الفأس الأمي، الذي لم يدخل مدرسة، ولم يتلق العلم عن معلم، وسيظل طول عمره أبله، ناقص العقل، ضيق الأفق، لا يحسن رأياً ولا عملاً، ولا فهمًا للحياة.
وبالإضافة إلى المجموعة الكبيرة من الدروس التي تضمنها الكتاب، فقد جاء في نهاية الكتاب ثلاث قصص إضافية، تم عنونتها بــ "الحمار الكسلان"، " الأميرة النائمة"، " عنزة السيد سوغان".

### الجزء الخامس: موجه للقسم المتوسط الثاني (المستوى الخامس ابتدائي حاليا) . 320 صفحة
وقد جاء في افتتاح هذا الجزء كلمة تربوية حماسية من أحمد بوكماخ لتلاميذ هذه المرحلة، جاء فيها " إن اللغة العربية هي لغتنا القومية.. لغة الأسرة والوطن. وهي الدعامة الأساسية التي بها نتفاهم مع أخواننا العرب. وهي التي ستصنع لنا في المستقبل القريب، ما صنعته لأجدادنا في الماضي البعيد. فيجب أن تحتل المكانة الأولى من أهتمامكم وتحصيلكم. وعن مخطط الكتاب فقد شمل كل من (المطالعة- المحفوظات- التعبير- المفردات- تذوق النصوص- الاملاء- الخط- النحو والتصريف)، وذلك من خلال مجموعة من الموضوعات والدروس، والتي جاءت في 30 موضوع يحتوي كل منها على ثلاثة دروس، ودرس للمحفوظات في بعض منها، وكانت عناوينها كالتالي:
- المعلم ( في الكتاب- درس في اللغة الفرنسية- المعلمون قادة الشعوب)
- التلميذ والكتاب ( يجب أن تكون عصاميًا قبل أن تكون أميرًا- في الكتب القديمة- تحت ضوء مصباح الشارع- لغة الاجداد)
- الخريف/القنص ( الذهب الخريفي - ترتران بالمرصاد- الطائر المائي الأخير)
- الآباء والابناء ( أستاذي الأول- الاب ينسى- الابن الحقيقي. الخريف)
- الدار والأقارب ( مدرستي الأولى- الجدة- جدي)
- بيتنا الكبير ( بلاد الأمجاد - ألوان من فنون بلادنا- ثلاث رقصات مغربية- بلادي)
- أمتنا العربية/ التضامن الإفريقي الآسيوي ( أمة واحدة- مدنية الشرق وبربرية الغرب- التضامن الأفريقي الآسيوي)
- التضامن الدولي ( إخوان على سرر متقابلين- لتحيى الصداقة- الكوخ العائم- الرجل السعيد)
- الجمال ( من أب إلى ابنته- رعاك الله يا جبال الأطلس- وادي الملوك)
- الرسم ( الناس- لوحة من قصر السوق- العنكبوت الفنان- بائع حصير)
- فصل الشتاء ( الانزلاق- ما أعظم الشمس- ليلة عاصفة)
- الليل ( الليلة التي ساد فيها الظلام- الأشباح- الشجاع التعس- الطائرة بين الأشعة)
- النوادر ( ثقافة وفكاهة- الفارابي وسيف الدولة- الحجاج والفتية الثلاثة)
- الأحلام ( بائع الأحلام- لحن الملائكة- حلم للمهدي- الأم الساهرة)
- مولد الإنسان ( حديث أخوين- اخ جديد- رسالة جندي يموت إلى ولد له لو يولد بعد)
- نماذج بشرية/ الشقاء ( الطبلاوي أفندي- مغرور- الزائر الثقيل- الارملة المرضعة)
- أعضاء الجسم/ الحياة ( الصبي الأعرج- حكاية أنف- الحطاب والموت)
- الأكل/ الطفيليون/ الأعراس ( سمكة شابل- من نوادر الطفيليين- عرس في فاس- وصف أكول)
- الحيوانات الأليفة ( بين خروفين- ديكي العزيز- القطة والببغاء)
- الغابة والحيوانات المتوحشة ( الغابة الكبيرة- احتقار خطير- حديقة الحيوان- شاعر يصرع أسدًا)
- الأعياد / الحفلات ( كل عام وأنتم بخير- الطبل الكبير 1 - الطبل الكبير 2)
- أمجاد وأبطال ( خلوا عنها، فإن أباها كان يحب مكارم الأخلاق- وامعتصماه- أبو محجن الثقفي- عشت كريمً فمت كريمًا)
- الربيع / الزهور ( الربيع في فاس- نزهة- في الطريق إلى طرابلس)
- الطيور / الفراش / النحل ( لحن الربيع- بين نملة وفراشة- لن يسقط بعد اليوم عصفور- سليمان والهدهد)
- الخبز / الحلوى ( تاجر أصيل- كعكعة عيد الميلاد- باع العلالة "المعلل" )
- الطفولة ( من ذكريات الطفولة- مع فن الطفولة- هكذا بدأت أعرف الحياة- في أيام الطفولة)
- في القرية / الحصاد / الفروسية / الصباح ( ليالي الحصاد- فروسية- الفجر)
- الحشرات ( النمل المرعب- اليعسوب- القاضي والذباب- الزيز والنملة)
- السفر / الاكتشاف ( ذكريات لا تبلى- جبل من نور- العرب يكتشفون أمريكا)
- السياح / المذكرات ( اللغة العربية بدوم معلم- أراد أن يرشده فاضله- يوميات طفل)[8]